# Elie Naasan
Elie Naasan (arab. ‏ايلي عسان‎, ur. 1 czerwca 1931 w Aleksandretcie, zm. 4 kwietnia 2015) – libański zapaśnik walczący przeważnie w stylu klasycznym. Olimpijczyk z Rzymu 1960, gdzie zajął jedenaste miejsce w wadze do 62 kg.
Brązowy medalista mistrzostw świata w 1953. Triumfator igrzysk śródziemnomorskich w 1959; trzeci w 1951 i 1955 roku.

## Letnie Igrzyska Olimpijskie 1960
| Konkurencja          | Rundy eliminacyjne    | Rundy eliminacyjne   | Rundy eliminacyjne | Klas. końcowa |
| Konkurencja          | Przeciwnik I          | Przeciwnik II        | Przeciwnik III     | Miejsce       |
| -------------------- | --------------------- | -------------------- | ------------------ | ------------- |
| 62 kg styl klasyczny | Joseph Schmid (SUI) Z | Vojtech Tóth (TCH) R | Mihai Șulț (ROU) P | 11.           |